# Doplňující pedagogické studium
Doplňující pedagogické studium (DPS, také specializační či pedagogické minimum) spadá pod celoživotní vzdělávání. Doplňující pedagogické studium patří do formálního vzdělávání pedagogiky. Vyučuje se ve formě rekvalifikačních kurzů. Slouží k rozšíření studia pro pedagogy. Student lépe porozumí „podstatě výchovně-vzdělávacího procesu, a osvojí si základní pedagogické principy, formy i metody, které mu pomohou úspěšněji vykonávat jeho náročnou sociální činnost.“   Při studiu student získá znalosti nejen z oblasti psychologie, sociologie, etiky či rétoriky, ale i z praktických předmětů jako jsou: tvorba osnov, práce s vyučovacími pomůckami, metodika vedení výuky (jak získat a udržet pozornost) a mnoho dalších. Jak už z názvu vyplývá je to základ pro učitele.

## Studující doplňujícího pedagogického studia
Studium doplňujícího pedagogického studia slouží především pro učitele, kteří jsou speciálně zaměřeni a nemají základ z pedagogiky. např. pro učitele odborných předmětů, praktických vyučování či učitelů odborného výcviku na středních školách. Dále také pro studenty cizích jazyků, kteří by rádi učili. Například člověk, který vystudoval fyziku a chce jít učit fyziku na střední školu. 
Podmínkou k zahájení doplňujícího pedagogického studia, je mít minimálně úplné střední vzdělání, avšak každá instituce má jiné parametry. Některé vzdělávací instituce požadují dokončené vysokoškolské vzdělání na úrovni bakaláře nebo magistra. Každá škola má jasně dané v podmínkách, co musíte splnit, aby osoba mohla studovat na této škole např. pokud chce někdo učit mistra na střední škole v technických hodinách, stačí mít maturitu a DPS.

## Instituce poskytující (dps) studium)
Doplňující pedagogické studium není nabízeno jen na pedagogických fakultách.  Doplňkové studium je možné získat v soukromých vzdělávacích institucích nebo na různých veřejných vysokých školách. Důležité je si vybrat instituci, která má akreditaci od ministerstva školství. 
Možné využití doplňujícího pedagogického studia se vztahuje na učitele:
- Na 1.stupni základní školy
- Na 2.stupni základní školy
- Na středních školách např. jako učitel odborných předmětů, praktického vyučování
- Na uměleckých školách
- Ve vychovatelství

Záleží jen na volbě doplňujícího pedagogického studia. 

## Doba výuky
Doba, která je potřebná pro získání doplňujícího pedagogického studia se liší podle semestrů, které student absolvuje, např. může toto studium zvládnout za 1.semestr nejvýše však 4.semestrů. Doba výuky činí zhruba 20 až 300 hodin. 

## Způsob výuky
Dále také záleží na způsobu výuky, studenti mohou absolvovat studium prezenčně, dálkově nebo distančně.  Záleží tedy na časových možnostech studenta, jaké je student schopný vynaložit na studium. 

## Cena
Vzhledem, že se jedná o rekvalifikační kurzy, tak každá instituce má jinou cenu, záleží na výběru instituce a kurzu, a i době a formě. Stejně jako u doby studia záleží na způsobu studia, jaký si student vybere, tedy prezenční, dálkové nebo distanční.